# Cathédrale d'Alba
La cathédrale d'Alba ou cathédrale Saint-Laurent (en italien : Duomo di Alba ou cattedrale di San Lorenzo) est la cathédrale du diocèse d'Albe et la principale église d'Alba, commune italienne de la province de Coni, dans la région du Piémont, dans le Nord-Ouest de l'Italie.
Elle est dédiée à saint Laurent. Édifiée en style gothique lombard, elle a subi ensuite plusieurs remaniements qui ont modifié la conception initiale. elle est jouxtée par un campanile de style roman à ouvertures bifores.

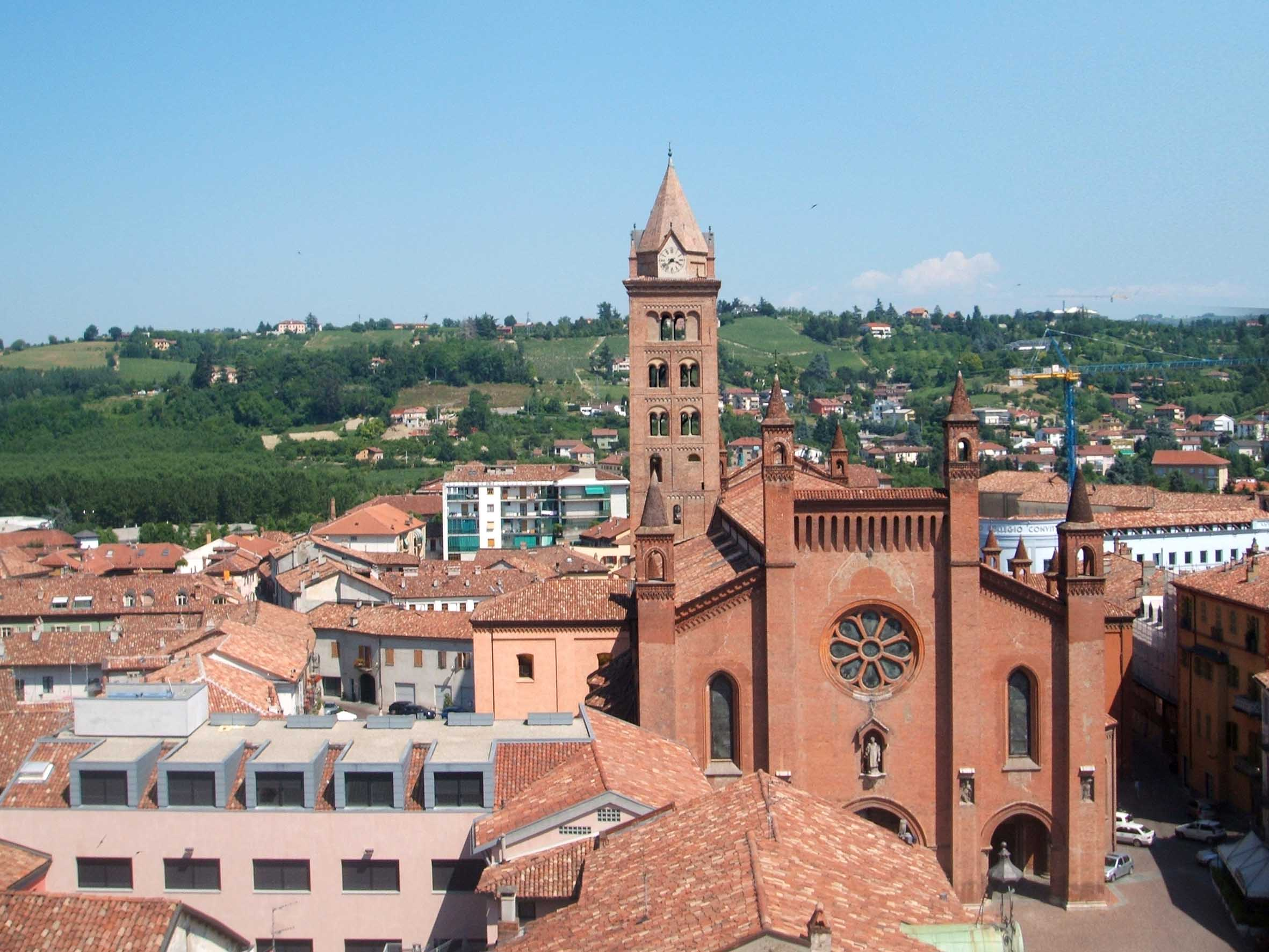
Vue générale.
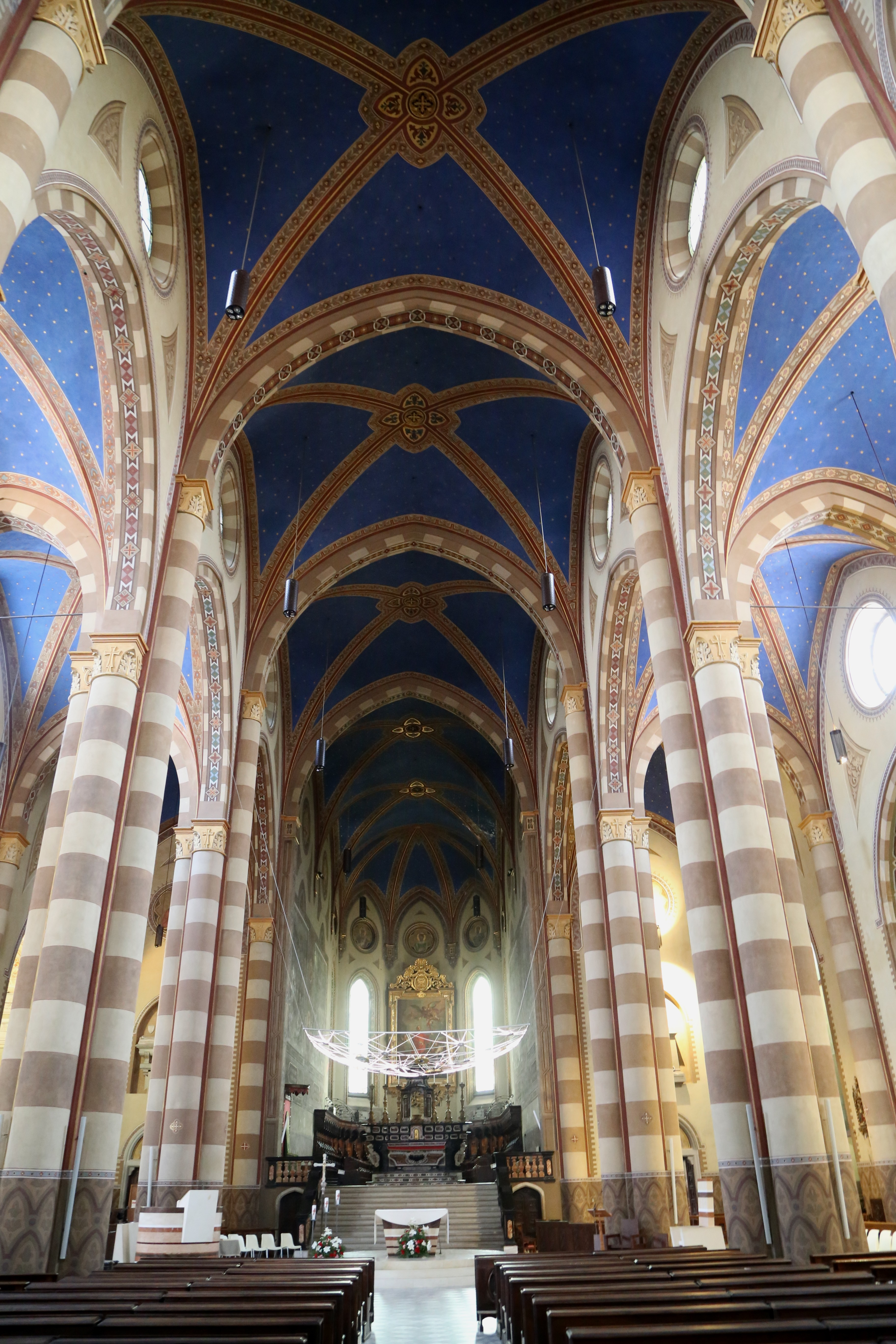
Nef centrale.
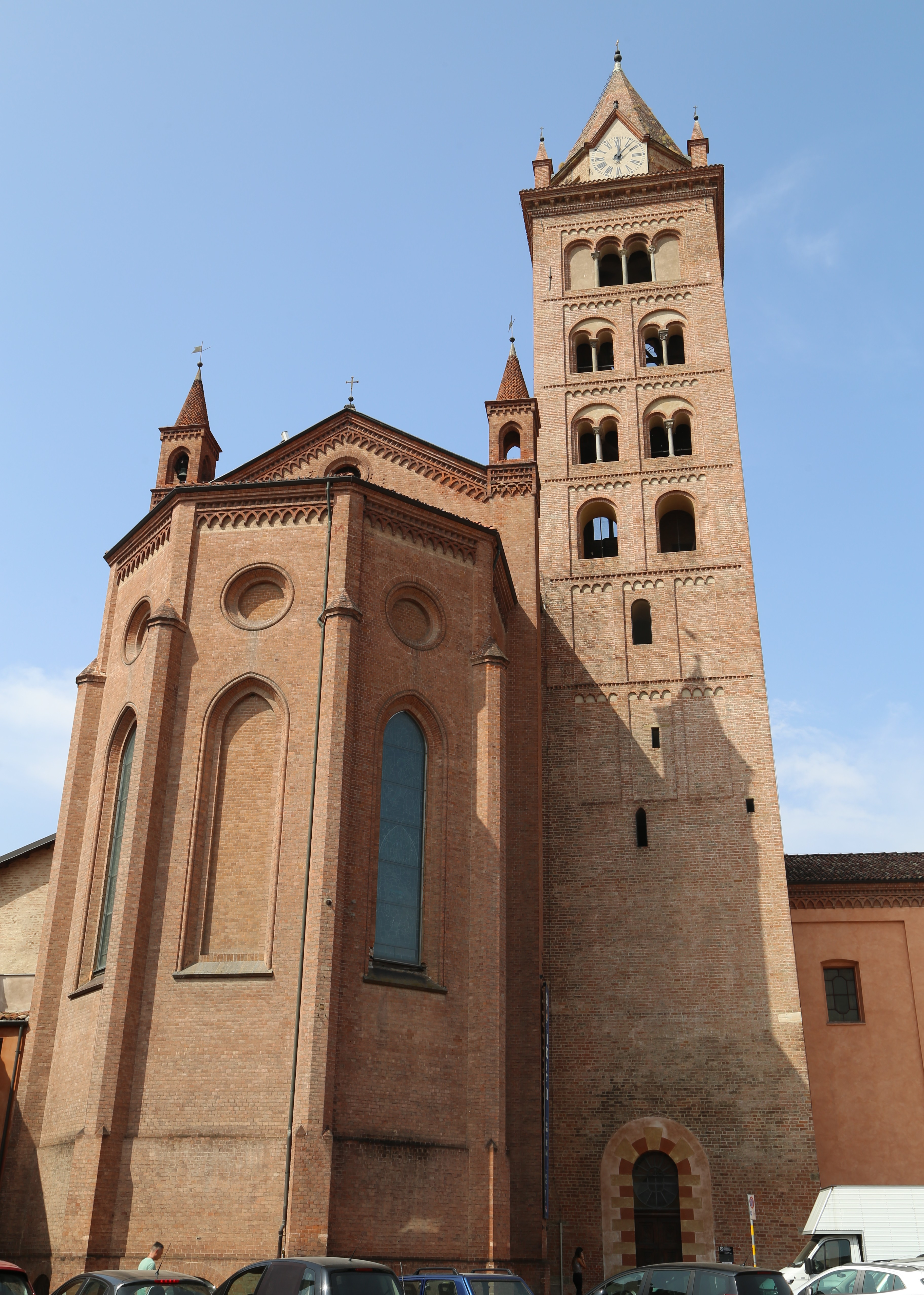
Chevet et campanile.